# Barceloneta (Barceloneta)
Barceloneta es un barrio-pueblo ubicado en el municipio de Barceloneta en el estado libre asociado de Puerto Rico. En el Censo de 2010 tenía una población de 435 habitantes y una densidad poblacional de 4.306,52 personas por km².

## Geografía
Barceloneta se encuentra ubicado en las coordenadas 18°27′17″N 66°32′19″O / 18.45472, -66.53861. Según la Oficina del Censo de los Estados Unidos, Barceloneta tiene una superficie total de 0.1 km², que corresponden a tierra firme.

## Demografía
Según el censo de 2010, había 435 personas residiendo en Barceloneta. La densidad de población era de 4.306,52 hab./km². De los 435 habitantes, Barceloneta estaba compuesto por el 77.93% blancos, el 6.9% eran afroamericanos, el 0.46% eran amerindios, el 10.57% eran de otras razas y el 4.14% pertenecían a dos o más razas. Del total de la población el 99.31% eran hispanos o latinos de cualquier raza.